# Blue Rock Tour
Blue Rock Tour – trzecia trasa koncertowa grupy muzycznej The Cross, w jej trakcie odbyło się dwadzieścia koncertów.
1. 3 października 1991 – Helsinki, Finlandia – Tavastia Club
2. 5 października 1991 – Hultsfred, Szwecja – Hagadal
3. 7 października 1991 – Gotenburg, Szwecja - Konserthuset
4. 9 października 1991 – Hanower, Niemcy – Music Hall
5. 10 października 1991 – Herford, Niemcy - Rock Heaven
6. 11 października 1991 – Hamburg, Niemcy - Docks
7. 12 października 1991 – Brema, Niemcy - Astoria
8. 13 października 1991 – Berlin, Niemcy - Tempodrom
9. 14 października 1991 – Hof, Niemcy - Freiheitshalle
10. 15 października 1991 – Monachium, Niemcy - Circus Krone
11. 16 października 1991 – Memmingen, Niemcy - Stadthalle
12. 18 października 1991 – Zurych, Szwajcaria – Volskhaus
13. 19 października 1991 – Appenweiher, Niemcy - Schwarzwaldhalle
14. 20 października 1991 – Wertheim, Niemcy - Maintauberhalle
15. 21 października 1991 – Offenbach am Main, Niemcy - Stadthalle
16. 22 października 1991 – Düsseldorf, Niemcy - Philipshalle
17. 23 października 1991 – Erlangen, Niemcy - Stadthalle
18. 25 października 1991 – Dietenheim, Niemcy - Festhalle
19. 26 października 1991 – Enterbrück, Niemcy - Sporthalle Birkelbach
20. 27 października 1991 – Ludwigsburg, Niemcy - Forum